# Hidden (película de 2015)
Hidden (titulada: Escondidos en Hispanoamérica, Hidden: Terror en Kingsville  en España) es una película de suspenso psicológico estadounidense de 2015, escrita y dirigida por los hermanos Duffer en su debut cinematográfico. La película está protagonizada por Alexander Skarsgård, Andrea Riseborough y Emily Alyn Lind. Esta fue la última película del productor Richard D. Zanuck; murió antes de que comenzara el rodaje.
Hidden fue estrenada en los Estados Unidos por Warner Bros. Pictures el 15 de septiembre de 2015. La película recibió pocas críticas positivas de los críticos y recaudó 310,273 de dólares en todo el mundo.

## Argumento
Un extraño brote desconocido ha devastado a los Estados Unidos. Una familia de tres, Ray (Alexander Skarsgård), Claire (Andrea Riseborough) y su hija Zoe (Emily Alyn Lind), se han refugiado en un refugio nuclear abandonado poco después de la catástrofe para esconderse de los monstruos del exterior. Zoe se despierta una noche después de tener una pesadilla con los 'Breathers'. La familia tiene dificultades para sobrellevar su entorno reducido, pero se las arregla teniendo una serie de reglas, como mantener siempre la calma y no salir nunca del refugio. Los tres pronto descubren durante la cena que sus ya menguantes raciones también están siendo consumidas por una rata y tratan de encontrarla y matarla. La familia también descubre que la rata logró colarse en el refugio a través de una abertura distinta a la escotilla principal con barricada. Encuentran un pequeño conducto de aire, pero Ray le asegura a Zoe que los respiradores no podrían pasar por el conducto. Creen que pueden ser los únicos que quedan con vida. Los Breathers han estado persiguiendo activamente a la familia y casi los han localizado varias veces. La prioridad de Claire y Ray es mantener viva a Zoe, independientemente de lo que les pase.
Claire mata a la rata, pero en el proceso, Ray accidentalmente derriba una de sus lámparas y quema una mesa de madera. Una vez apagado el fuego, la familia rápidamente se da cuenta de que el humo producido por el fuego asciende por el conducto de aire, delatando su posición a cualquiera que se encuentre en la zona. Más tarde descubren que el humo ha dejado cenizas cubiertas por encima de la trampilla del refugio, haciendo visible su escondite. Claire y Ray suben a la superficie para cubrir y esconder su refugio pero Zoe, usando un periscopio casero, ve una figura humanoide en la distancia. Sin tener en cuenta las reglas de su madre, Zoe sube a través de la barricada hasta la superficie para advertir a sus padres sobre el Breather. Ella logra advertirles y todos regresan al refugio, pero los siguen. Claire, Ray y Zoe intentan quedarse callados, pero la muñeca de Zoe, Olive, queda atrapada en un tornillo de tubería cercano y se activa, haciendo ruidos. El Breather intenta entrar.
En un flashback del comienzo del brote, Ray, Claire y Zoe conducen por una carretera huyendo de su ciudad, Kingsville, solo para ser detenidos junto con muchas otras personas por los CDC. Los carteles por todas partes indican que están en cuarentena.
En el presente, otros Breathers se unen y finalmente atraviesan la escotilla y entran al refugio. Claire y Zoe logran escapar por el conducto de aire, pero Ray es atrapado y desaparece, seguido de una salpicadura de sangre. Claire y Zoe corren y terminan en la carretera donde fueron detenidas por los CDC. Claire y Zoe quedan atrapadas en una red disparada desde un helicóptero. Los respiradores, en realidad soldados estadounidenses que llevan gafas de visión nocturna y mochilas de re-respiración, los rodean con las armas en la mano.
En otro flashback, dos aviones militares sobrevuelan y bombardean la ciudad de la familia. Se apresuran a ir a un refugio abandonado cercano mientras el ejército diezma al resto de la población de la ciudad. Claire accidentalmente se corta con un trozo de hierro oxidado mientras desciende al refugio y nota que la carne alrededor del corte está descolorida y su sangre es negra. Deducen que el virus se transmite por el aire y ya han sido infectados.
En el presente, los soldados analizan la sangre de Claire y Zoe y las interrogan para averiguar si hay otras personas en los alrededores. Posteriormente, los soldados se preparan para ejecutarlos. Ray aparece de repente y mata a uno de los soldados. Ray tiene arterias y venas negras y ojos inyectados en sangre. Incapacita a tres soldados más, demostrando una notable fuerza física y agilidad, y recibe varios disparos antes de caer. Claire y Zoe escapan de su red, y Claire enfurecida se transforma como Ray, matando a todos menos a uno, que la hiere. Antes de que pueda matar a Claire, aparece una Zoe transformada y expone al soldado al aire quitándole el respirador, infectándolo. Zoe, en su estado de ira, casi ataca y mata a Claire, pero Claire le recuerda su regla de mantener siempre la calma. Claire y Zoe se sientan con Ray durante sus momentos finales. Claire nota que el helicóptero regresa y los dos huyen.
Los dos encuentran un sistema de alcantarillado cercano y se esconden allí. Escuchan que alguien se acerca, que resulta ser Joey, amigo de Zoe y vecino de al lado. Ha sobrevivido y los lleva hacia otros como ellos dentro de las alcantarillas subterráneas. Antes de que Zoe y Claire se unan al grupo de supervivientes infectados, Zoe observa cómo lograron sobrevivir hasta el día 302 mientras miraban el sol salir por una ventana cercana. Claire dice "No son días", lo que implica que sus días son realmente "milagros", algo que Ray llamó cada día al comienzo de la película. Claire mira hacia la ventana antes de pasar por el agujero de la alcantarilla, revelando sus ojos inyectados en sangre.

## Reparto
- Alexander Skarsgård como Ray[3]
- Andrea Riseborough como Claire[3]
- Emily Alyn Lind como Zoe[3]
- Heather Doerksen como Jillian

## Producción

### Rodaje
La fotografía principal de la película comenzó el 15 de agosto de 2012 en Vancouver, Columbia Británica, Canadá.

## Recepción
Hidden tuvo un lanzamiento limitado y recibió pocas críticas. Daniel Kurland lo llama "un debut muy prometedor y controlado de Matt y Ross Duffer". Logra lo que se propone y lo hace "de una manera creativa y minimalista". Nav Qateel, que escribe para la revista Influx, le da a la película una calificación de "B", calificándola de "thriller-horror pulido" y "una película lograda con una conclusión satisfactoria. También es en gran medida una película adulta y madura". película que está muy lejos de las típicas ofertas de bajo presupuesto a las que estamos más acostumbrados".